# Chutes Union
Les chutes Union (en anglais : Union Falls) sont une chute d'eau située sur Mountain Ash Creek, un ruisseau affluent de la rivière Fall (en) dans le parc national de Yellowstone aux États-Unis. D'une hauteur de 76 mètres, il s’agit de la deuxième cascade la plus haute du parc national de Yellowstone, après les chutes Yellowstone (94 m).
Les chutes ont reçu le nom de membres des enquêtes géologiques d'Arnold Hague entre 1884 et 1886. Le géologue J.P. Iddings affirme que son nom vient du fait qu’un affluent de Mountain Ash Creek se joint à la limite des chutes, d’où l'« union » de leur nom. L'accès aux chutes se fait par le sentier Mountain Ash Creek et le chemin Grassy Lake.

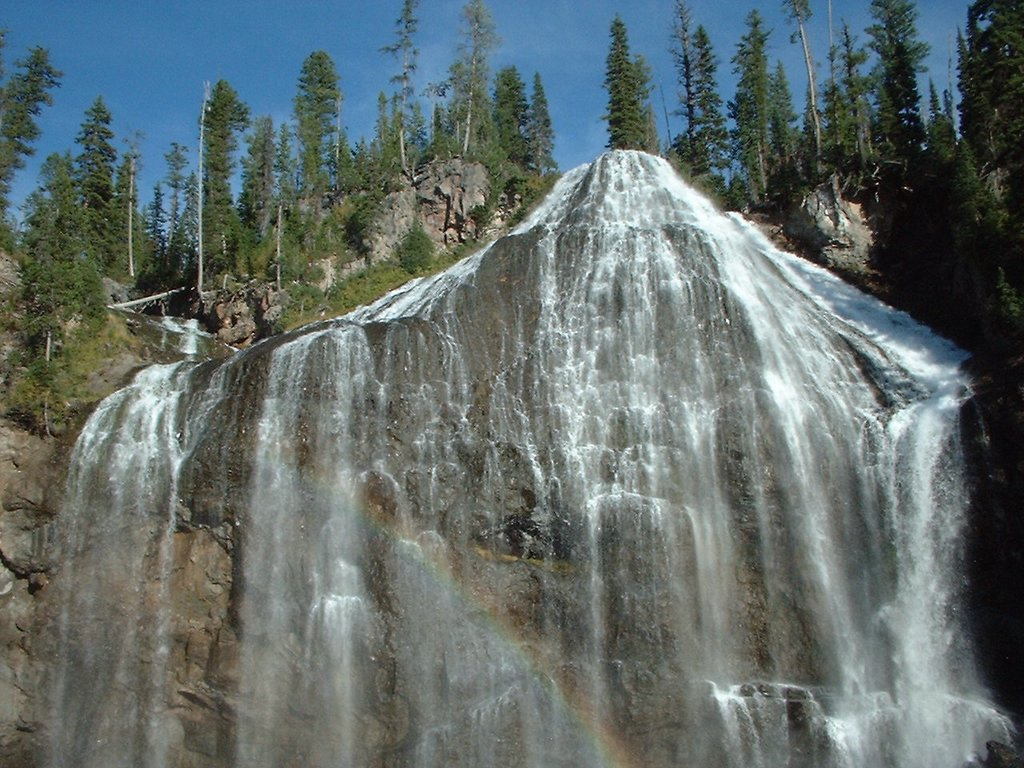
Les chutes Union en 2003.